# Glee: The Music, The Christmas Album Volume 2
Glee: The Music, The Christmas Album Volume 2 je soundtrackové album amerického televizního muzikálového seriálu Glee. Album vyšlo 11. listopadu 2011 přes vydavatelství Columbia Records.

## Tracklist
| Číslo skladby | Název skladby                     | Autoři skladby                              | Původní interpret(i)          | Délka |
| ------------- | --------------------------------- | ------------------------------------------- | ----------------------------- | ----- |
| 1             | „All I Want for Christmas Is You“ | Mariah Carey, Walter Afanasieff             | Mariah Carey                  | 4:03  |
| 2             | „Extraordinary Merry Christmas“   | Adam Anders, Peer Åström, Shelly Peiken     | Původní píseň                 | 3:39  |
| 3             | „Santa Baby“                      | Joan Javits, Philip Springer, Tony Springer | Eartha Kitt                   | 2:31  |
| 4             | „Christmas Eve with You“          | Adam Anders, Peer Åström, Shelly Peiken     | Původní píseň                 | 3:28  |
| 5             | „Little Drummer Boy“              | Katherine K. Davis                          | T rapp Family Singers         | 2:56  |
| 6             | „River“                           | Joni Mitchell                               | Joni Mitchell                 | 4:03  |
| 7             | „Do You Hear What I Hear?“        | Noël Regney, Gloria Shayne Baker            | Harry Simeone Chorale         | 3:52  |
| 8             | „Let It Snow“                     | Sammy Cahn, Jule Styne                      | Vaughn Monroe                 | 2:47  |
| 9             | „Santa Claus Is Coming to Town“   | John Frederick Coots, Haven Gillespie       | Harry Reser and His Orchestra | 2:49  |
| 10            | „Christmas Wrapping“              | Chris Butler                                | The Waitresses                | 4:03  |
| 11            | „Blue Christmas“                  | Billy Hayes, Jay W. Johnson                 | Doye O'Dell                   | 3:49  |
| 12            | „Do They Know It's Christmas?“    | Bob Geldof, Midge Ure                       | Band Aid                      | 3:35  |

## Interpreti
- Dianna Agron
- Chris Colfer
- Darren Criss
- Jane Lynch
- Jayma Mays
- Kevin McHale
- Lea Michele
- Cory Monteith
- Heather Morris
- Matthew Morrison
- Amber Riley
- Naya Rivera
- Mark Salling
- Jenna Ushkowitz

### Hostující interpreti
- Damian McGinty
- Samuel Larsen
- Alex Newell
- Lindsay Pearce

### Vokály
- Adam Anders
- Alex Anders
- Nikki Anders
- Kala Balch
- Ravaughn Brown
- Kamari Copeland
- Tim Davis
- Emily Gomez
- Missi Hale
- Storm Lee
- David Loucks
- Jeanette Olsson
- Drew Ryan Scott
- Onitsha Shaw
- Windy Wagner